# Сталінград (фільм, 1993)
«Сталінгра́д» (нім. Stalingrad) — стрічка німецького режисера Йозефа Вільсмаєра. У картині розкрито події Сталінградської битви очима бійців штурм-бату Вермахту.

## Сюжет
Підрозділ елітних німецьких військових насолоджується відпусткою в Італії після успішних бойових дій у Північній Африці. Згодом їх призначають до 6-ї армії Паулюса та перекидають до Сталінграда. Серед солдатів — лейтенант Ганс фон Віцланд, унтер-офіцер Манфред Роледер і обер-єфрейтор Фріц Райзер.
У важкому бою в Сталінграді німецьким підрозділам з важкими втратами вдається зайняти будівлю заводу. Однак вони опиняються в оточенні радянських військ.
У листопаді 1942 року, при спробі врятувати поранених і винести тіла вбитих з поля бою, фон Віцланд пропонує тимчасове перемир'я, однак один із німців відкриває вогонь по червоноармійцях. Наступного дня радянські війська атакують німців, які тримають оборону. Позбавлені зв'язку, декілька осіб, включаючи фон Віцланда і Райзера, тікають через каналізацію. Фон Віцланд при цьому бере в полон росіянку Ірину, якій невдовзі вдається втекти. Один із групи німців (Едгар Емігольц) отримує поранення, а інші тягнуть його до польового шпиталю, але, незважаючи на зусилля лікарів, Емігольц помирає. Фон Віцланд і Райзер потрапляють до штрафного батальйону, де встигають прослужити чотири тижні. В цей час РСЧА проводить операцію «Уран» і оточує 6-ту армію в межах Сталінграда. 
Після виграного бою проти танкового і піхотного радянського підрозділу засуджені повертаються до свого батальйону і отримують нагороди від командування. Однак бойовий настрій у німецьких солдатів падає все сильніше, особливо після того як їм наказано розстріляти групу беззбройних мирних жителів, звинувачених у партизанській діяльності. Райзер пропонує зімітувати поранення і залишити Сталінград на борту медичного літака. Їм вдається дістатися до аеродрому, але літак відлітає без них.
Після повернення на свій пост солдатам дістається одна зі скинутих з повітря посилок з припасами. Гауптман Галлер, який вийшов на них, звинувачує їх у її розграбуванні, і вони важко ранять його. Однак він встигає вистрелити і вбиває Геге Мюллера. Галлер намагається «домовитися» з фон Віцландом, кажучи, що якщо вони допоможуть йому, то він готовий «забути всі минулі розбіжності», але Отто добиває його пострілом з пістолета. Після цього солдати виявляють погріб з припасами, про який раніше говорив гауптман. Там само вони знаходять зв'язану Ірину, яку німці спіймали та зґвалтували. Фон Віцланд звільняє дівчину і забороняє своїм підлеглим ґвалтувати її. На дивані приходить до тями важко хворий гауптман Мюск. Він загрожує усім, хто знаходиться в приміщенні, пістолетом і наказує винести його на вулицю.
Однак солдати не реагують на нього, і він, розмахуючи пістолетом, звинувачує їх у дезертирстві і погрожує розстріляти, якщо його наказ не буде виконаний.
Отто говорить Мюску, що він та всі інші в цьому приміщенні «вже небіжчики», після чого розповідає всім свій сон, у фіналі якого говорить, що «ніхто не в силах вбити його», і після істеричного сміху, зі словами «Хайль Гітлер!» здійснює самогубство з того ж пістолета, з якого раніше застрелив Галлера.
Вийшовши на вулицю і винісши разом з собою Мюска, унтер-офіцер Роледер бачить групу німецьких солдатів, серед яких генерал. Генерал пропонує Роледеру йти з ними, але той відмовляється, після чого він намагається розбудити Мюска, але той не реагує. Роледер ще раз говорить можливо вже мертвому Мюску, що «потрібно йти», після чого його накриває густа пелена, найімовірніше, вони обидва замерзають насмерть. 
Тим часом фон Віцланд говорить, що «не хоче помирати», і Ірина погоджується показати фон Віцланду і Райзеру дорогу, якою вони можуть піти через степ. Під час переходу засніженим степом її випадково вбивають радянські солдати. Згодом фон Віцланд зі словами «мороз хороший тим, що не згориш» замерзає посеред крижаної пустелі, і Фріц Райзер, який залишився поряд з ним, теж.
В епілозі фільму говориться, що у Битві за Сталінград загинули понад один мільйон чоловік: росіян, німців, італійців, угорців, румунів та австрійців. З 260 тисяч солдатів 6-ї армії 91 тисяча потрапили в полон. Додому повернулися лише 6 тисяч солдатів.

## В ролях
- Томас Кречманн — лейтенант Ганс фон Віцланд
- Домінік Хорвітц — обер-єфрейтор Фріц Райзер
- Йохен Нікель — Манфред Роледер
- Себастіян Рудольф — Геге Мюллер
- Дана Ваврова — Ірина
- Мартін Бенрат — генерал[3] Хентц
- Сильвестер Грот — Отто
- Карель Херманек — капітан Герман Мюск
- Хайнц Емігольц — Едгар Емігольц
- Фердинанд Шустер — Дабл Едгар

## Критика й нагороди
В 1993 році фільм отримав нагороду Bavarian Film Awards за найкращу кінематографію, найкращий монтаж і найкращу постановку.

## Цікаві факти
- З титрів на початку фільму повідомляється, що 6-ту армію на момент початку битви очолював генерал-полковник Паулюс. Насправді Паулюс став генерал-полковником 30 листопада 1942 року, через 3 місяці після початку битви (23 серпня 1942)[5].
- Перші сцени фільму відбуваються не у Порто-Черво на Сардинії (як інформує напис) а в Черво у Лігурії, як видно зі зйомок[5].
- У наступі радянських танків на німецькі позиції у фільму беруть участь танки моделі Т-34-85, котрі у дійсності взяті на озброєння лише наприкінці 1943 р.
- У фільмі звучить мелодія пісні «Темна ніч», що написана в 1943 році[6], хоча дія фільму відбувається у 1942 році.